# Antocha (Antocha) postnotalis
Antocha (Antocha) postnotalis is een tweevleugelige uit de familie steltmuggen (Limoniidae). De soort komt voor in het Oriëntaals gebied.